# Michael Hainisch
Michael Hainisch (n. 15 de agosto de 1858 en Aue bei Schottwien, Niederösterreich, Baja Austria – 26 de febrero de 1940 en Viena, Austria) fue un político austriaco, que se desempeñó como segundo Presidente Federal de Austria, después de la caída de la monarquía al final de la Primera Guerra Mundial. No perteneció a ningún partido y fue un candidato independiente en. Es electo y asume para el cargo de presidente en 1920, y permaneció en el cargo por dos períodos hasta 1928.